# Список об'єктів Світової спадщини ЮНЕСКО в М'янмі
Список об'єктів Світової спадщини ЮНЕСКО в М'янмі станом на 2024 рік налічує 2 об'єкти культурного типу. Цими об'єктами є 3 міста цивілізації П'ю — Шрикшетра, Ханлін та Бейктано, внесені до переліку Світової спадщини 2014 року, а також стародавнє місто Паган, внесене до списку в 2019 році.

## Список
| № | Зображення | Назва                           | Розташування     | Час створення  | Час внесення до списку | №                                                  | Критерії    |
| - | ---------- | ------------------------------- | ---------------- | -------------- | ---------------------- | -------------------------------------------------- | ----------- |
| 1 |            | Стародавні міста П'ю: Ханлін    | Область Сікайн   | II—IX століття | 2014                   | 1444 [Архівовано 12 липня 2018 у Wayback Machine.] | ii, iii, iv |
| 1 |            | Стародавні міста П'ю: Бейктано  | Область Магуе    | II—IX століття | 2014                   | 1444 [Архівовано 12 липня 2018 у Wayback Machine.] | ii, iii, iv |
| 1 |            | Стародавні міста П'ю: Шрикшетра | Область Мандалай | II—IX століття | 2014                   | 1444 [Архівовано 12 липня 2018 у Wayback Machine.] | ii, iii, iv |
| 2 |            | Паган                           | Область Мандалай | X—XIV століття | 2019                   | 1588                                               | iii, iv, vi |

## Попередній список
| №  | Зображення | Назва                                                     | Розташування     | Час створення             | Час внесення до списку | №                                                      | Критерії       |
| -- | ---------- | --------------------------------------------------------- | ---------------- | ------------------------- | ---------------------- | ------------------------------------------------------ | -------------- |
| 1  |            | Дерев'яні монастирі періоду Конбаун                       |                  | XVIII—XIX століття        | 1996                   | 821 [Архівовано 21 жовтня 2018 у Wayback Machine.]     | i, iv, v, vi   |
| 2  |            | Печери Падалін                                            | Штат Шан         | II—XIII століття до н. е. | 1996                   | 822 [Архівовано 18 листопада 2018 у Wayback Machine.]  | iii, iv        |
| 3  |            | Інва                                                      | Область Мандалай | XIV—XIX століття          | 1996                   | 823 [Архівовано 18 листопада 2018 у Wayback Machine.]  | i, v, vi       |
| 3  |            | Амарапура                                                 | Область Мандалай | XVIII—XIX століття        | 1996                   | 823 [Архівовано 18 листопада 2018 у Wayback Machine.]  | i, v, vi       |
| 3  |            | Сікайн                                                    | Область Сікайн   | XIV—XIX століття          | 1996                   | 823 [Архівовано 18 листопада 2018 у Wayback Machine.]  | i, v, vi       |
| 3  |            | Мінгун                                                    | Область Сікайн   | XVIII—XIX століття        | 1996                   | 823 [Архівовано 18 листопада 2018 у Wayback Machine.]  | i, v, vi       |
| 3  |            | Мандалай                                                  | Область Мандалай | XIX століття              | 1996                   | 823 [Архівовано 18 листопада 2018 у Wayback Machine.]  | i, v, vi       |
| 4  |            | Мраук-У                                                   | Штат Ракайн      | XV—XVI століття           | 1996                   | 824 [Архівовано 18 листопада 2018 у Wayback Machine.]  | i, iii, iv, vi |
| 5  |            | Озеро Інле                                                | Штат Шан         |                           | 1996                   | 825 [Архівовано 22 грудня 2018 у Wayback Machine.]     | iii, v, vi     |
| 6  |            | Місто мон Пегу                                            | Область Пегу     | XI—XVII століття          | 1996                   | 826 [Архівовано 18 листопада 2018 у Wayback Machine.]  | культурний     |
| 7  |            | Долина ріки Іраваді                                       | Область Мандалай | —                         | 2014                   | 5870 [Архівовано 18 листопада 2018 у Wayback Machine.] | x              |
| 8  |            | Кхакаборазі                                               | Штат Качин       | —                         | 2014                   | 5871 [Архівовано 18 листопада 2018 у Wayback Machine.] | viii, ix, x    |
| 9  |            | Заповідник озера Андакрі                                  | Штат Качин       | —                         | 2014                   | 5872 [Архівовано 8 листопада 2018 у Wayback Machine.]  | x              |
| 10 |            | Національний парк Натматаун                               | Штат Чин         | —                         | 2014                   | 5873 [Архівовано 18 листопада 2018 у Wayback Machine.] | vii, ix, x     |
| 11 |            | Архіпелаг М'єйк                                           | Область Танінтаї | —                         | 2014                   | 74 [Архівовано 18 листопада 2018 у Wayback Machine.]   | ix, x          |
| 12 |            | Заповідник Долина Хакаун                                  | Штат Качин       | —                         | 2014                   | 5875 [Архівовано 18 листопада 2018 у Wayback Machine.] | ix, x          |
| 13 |            | Долина лісів Танінтаї (національні парки Танінтаї і Леня) | Область Танінтаї | —                         | 2014                   | 5876 [Архівовано 18 листопада 2018 у Wayback Machine.] | ix, x          |